# YBC 7289

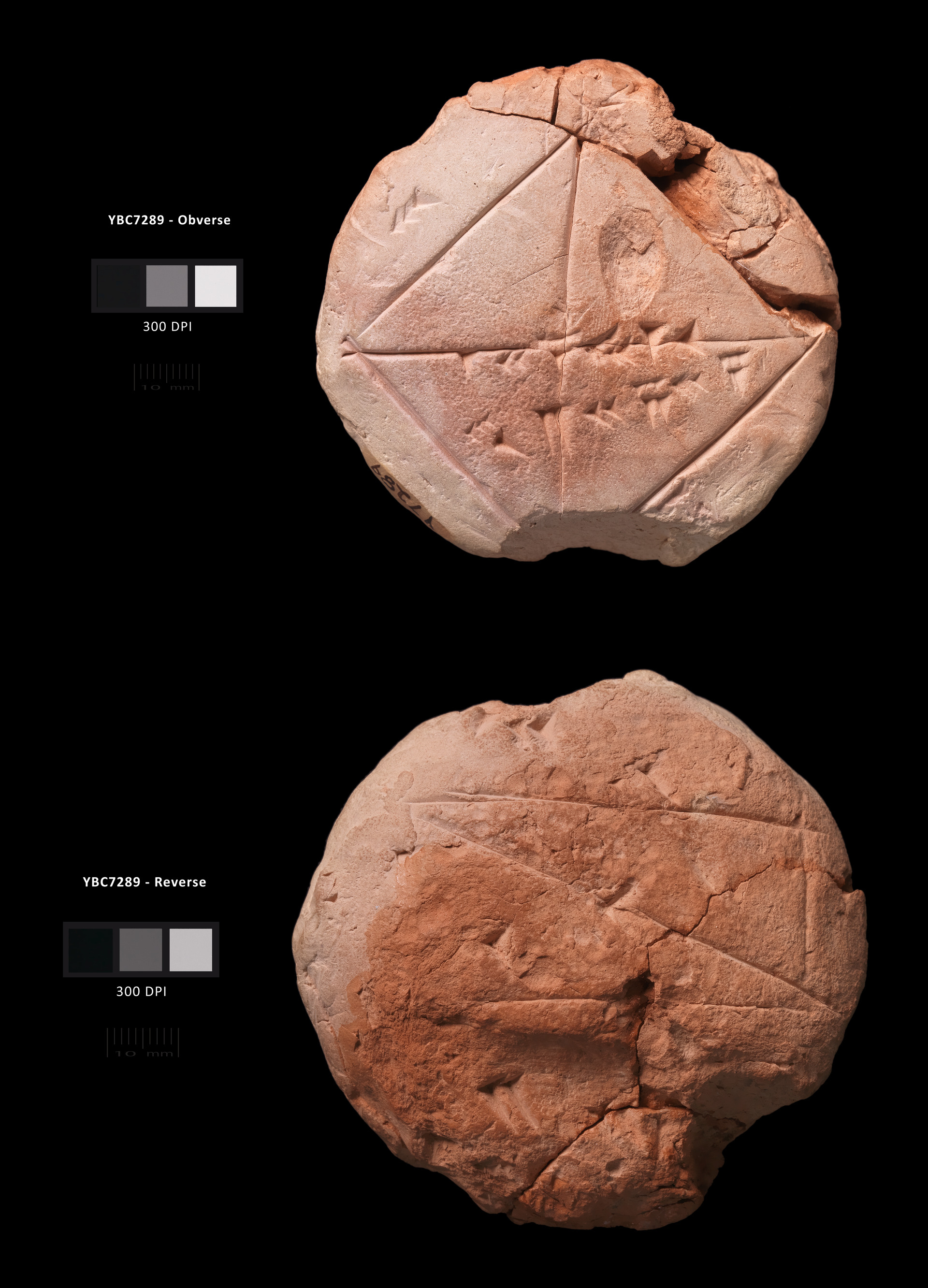
Anverso y reverso de la tablilla YBC 7289

YBC 7289 es una tablilla de barro babilónica reconocida por contener una aproximación sexagesimal equivalente a seis cifras decimales en el sistema decimal de la raíz cuadrada de 2. Según varios expertos es «la mayor precisión computacional de todo el mundo antiguo» Se cree que la tablilla fue creada por un estudiante en el sur de Mesopotamia entre los años 1800 a. C. y 1600 a. C.

## Contenido

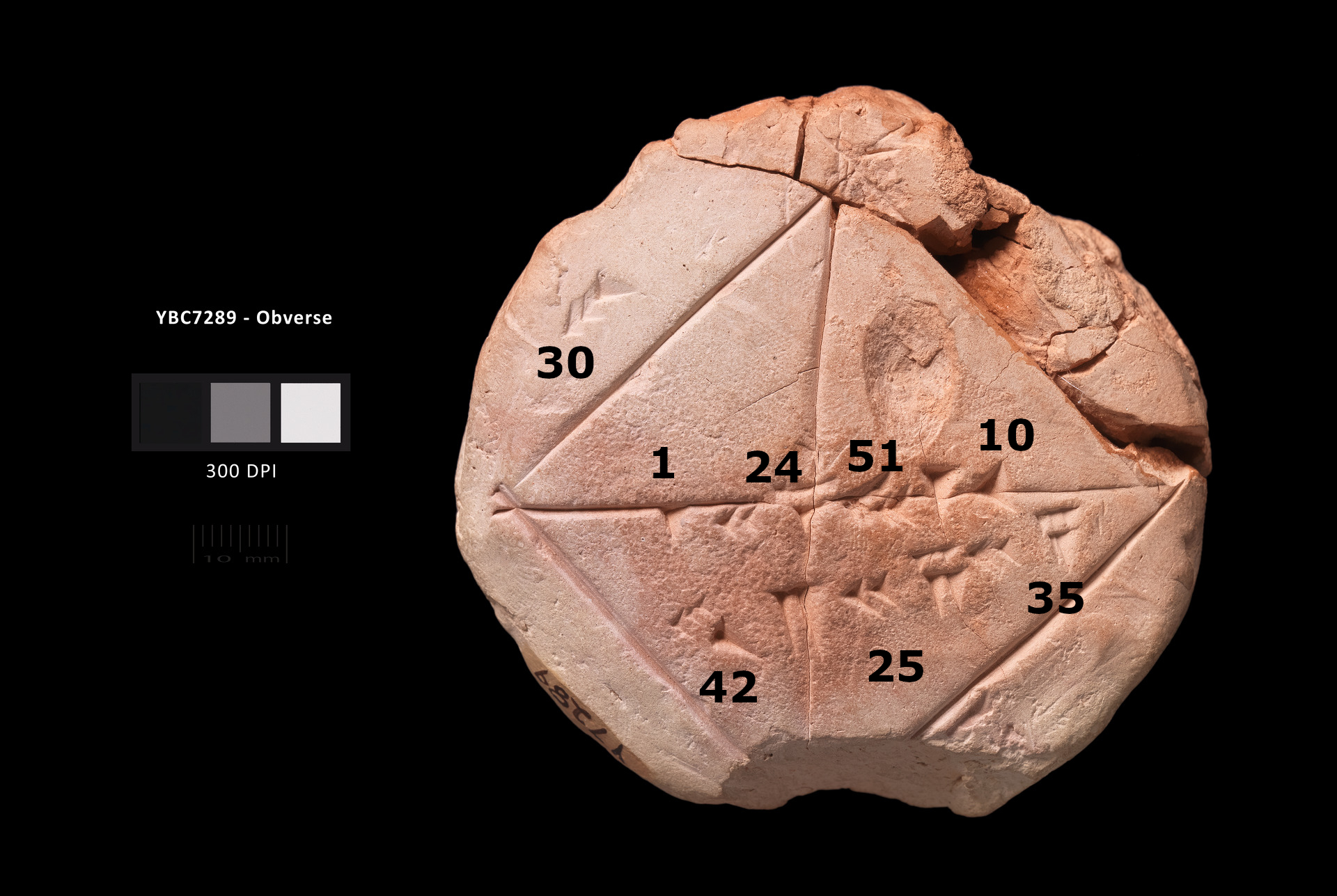
Tablilla YBC 7289 anotada

La tablilla muestra un cuadrado con sus dos diagonales. Un lado del cuadrado está marcado con el número sexagesimal 30. La diagonal del cuadrado está marcada con dos números sexagesimales. El primero de ellos, 1;24;51;10 representa el número 1 + 24/60 + 51/60² + 10/60³ ≈ 1,414213, una aproximación numérica de la raíz de dos que tiene un error de menor a uno en dos millones. El segundo es el número sexagesimal 42;25;35, que equivale a 42 + 25/60 + 35/60² ≈ 42.426. Este número es el resultado de multiplicar treinta por la aproximación de la raíz de dos, y aproxima la longitud de la diagonal de un cuadrado con longitud 30.
Existen otras interpretaciones del segundo número, porque la numeración babilónica no indica qué número tiene qué posición. Así se podría interpretar 42;25;35 como 42/60 + 25/60² + 35/60³ ≈ 0,70711, una aproximación muy cercana a 1/√2, la longitud de la diagonal de un cuadrado con lado de 1/2; que tiene también un error menor a uno entre dos millones. David Fowler y Eleanor Robson escribieron: «Tenemos un par de números recíprocos con su interpretación geométrica», aunque también dicen que el uso de recíprocos multiplicativos en las matemáticas babilónicas hacen que esta interpretación sea atractiva, pero hay razones para el escepticismo.
El reverso de la tablilla está borrado, pero Robson cree que contiene un patrón similar, calculando una terna pitagórica equivalente a la formada por 3, 4 y 5.

## Interpretación
Aunque YBC 7289 es frecuentemente mostrada (como en la imagen) con el cuadrado orientado diagonalmente, las convenciones estándar babilónicas para dibujar cuadrados habrían hecho los lados de este cuadrado vertical y horizontal, con el lado anotado en la parte superior. El pequeño y redondo tamaño de la tableta con la escritura grande en ella, sugiere que era una «tablilla de mano», un tipo generalmente utilizado para trabajos preliminares por un estudiante que la sostenía en la palma de su mano. El estudiante muy probablemente habría copiado el valor sexagesimal de la raíz de dos de otra tableta. El proceso iterativo para calcular el valor de la raíz de dos puede ser encontrado en otra tableta babilónica, la BM 96957 + VAT 6598.
La importancia matemática de esta tablilla fue reconocida por primera vez por Otto E. Neugebauer y Abraham Sachis en 1945. Otras tabletas babilónicas conocidas incluyen la computación de las áreas del hexágono y heptágono, que incluyen aproximaciones de otros números irracionales como √3. La gran precisión de esta tablilla indica que existía un procedimiento general para calcularlos, no una simple estimación.
Esta misma interpretación sexagesimal para la raíz de dos fue utilizada mucho más tarde por el matemático griego Claudio Ptolomeo en su tratado astronómico Almagesto, sin explicar su procedencia, por lo que se puede asumir que esta aproximación era conocida en la época.